# Nikolai Alexejewitsch Atryganjew
Nikolai Alexejewitsch Atryganjew (russisch Николай Алексеевич Атрыганьев; * 1823; † 1892) war ein russischer Landschaftsmaler.

## Leben
Atryganjew studierte am St. Petersburger Verkehrsinstitut wie auch seine Brüder. Darauf trat er in den Militärdienst und diente im Freien Kosakenregiment im Kaukasus, wo er es bis zum Adjutanten beim Nakosnoi-Ataman brachte (1845–1848).
Atryganjew verließ den Militärdienst aus Gesundheitsgründen und widmete sich der Malerei, für die er sich seit seiner Jugend begeisterte. Er studierte in St. Petersburg bei dem Maler Nikolai Jegorowitsch Swertschkow und dem Landschaftsmaler Jegor Jegorowitsch Meyer (bis 1855).

Katharina-Kirche in Ljalitschi (2013)

Atryganjew lebte dann in Ljalitschi im Rajon Surasch in dem Schloss Jekaterinodar, das Giacomo Quarenghi zusammen mit der Kirche der Heiligen Katharina 1780–1799 für Graf Pjotr Wassiljewitsch Sawadowski gebaut hatte (und jetzt nur noch eine Ruine ist).
Nachdem Atryganjew zur Wiederherstellung seiner Gesundheit einige Jahre auf seinem Landsitz im Gouvernement Tschernigow verbracht hatte, kehrte er 1872 nach St. Petersburg zurück, um beim Landschaftsmaler Arseni Meschtscherski zu studieren. Atryganjew hatte großen Erfolg mit seinen Abend-, Winter- und Herbstlandschaften häufig aus dem Gouvernement Mogiljow und der Umgebung St. Petersburgs. Ab 1882 stellte er seine Werke in der Akademie der Künste aus. 1886 wurde er Freies Ehrenmitglied der Akademie.

## Werke

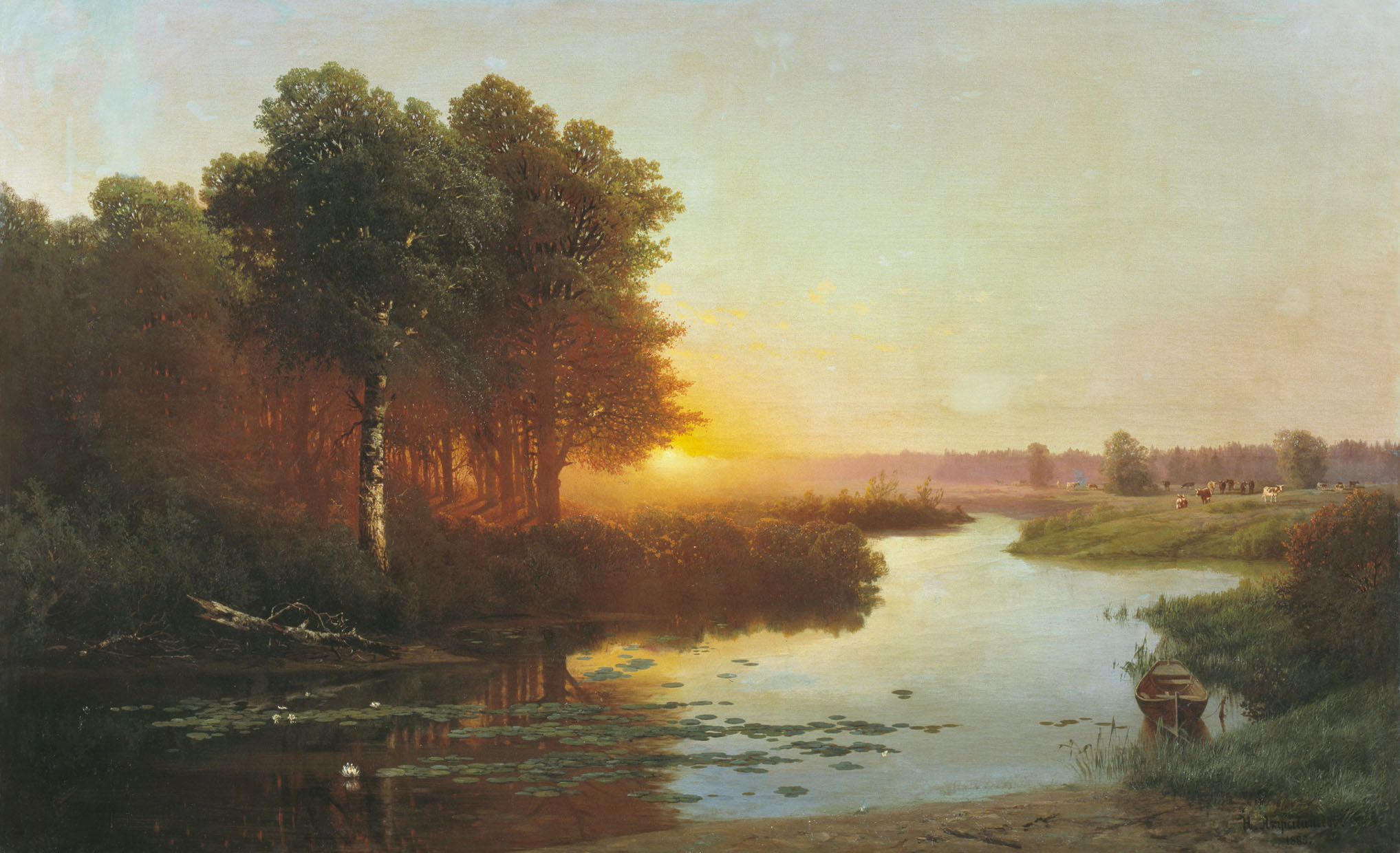
Ostjor im Gouvernement Mogiljow (1885, Nationalmuseum Minsk)
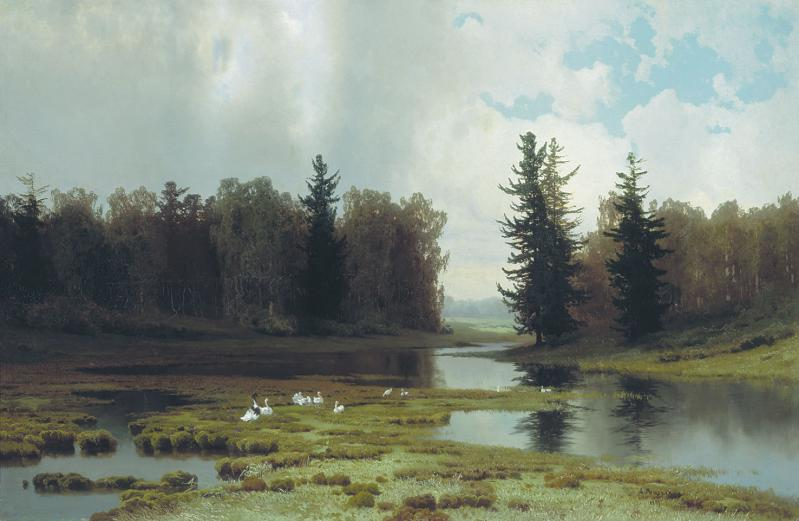
Ostjor im Gouvernement Mogiljow (1885)
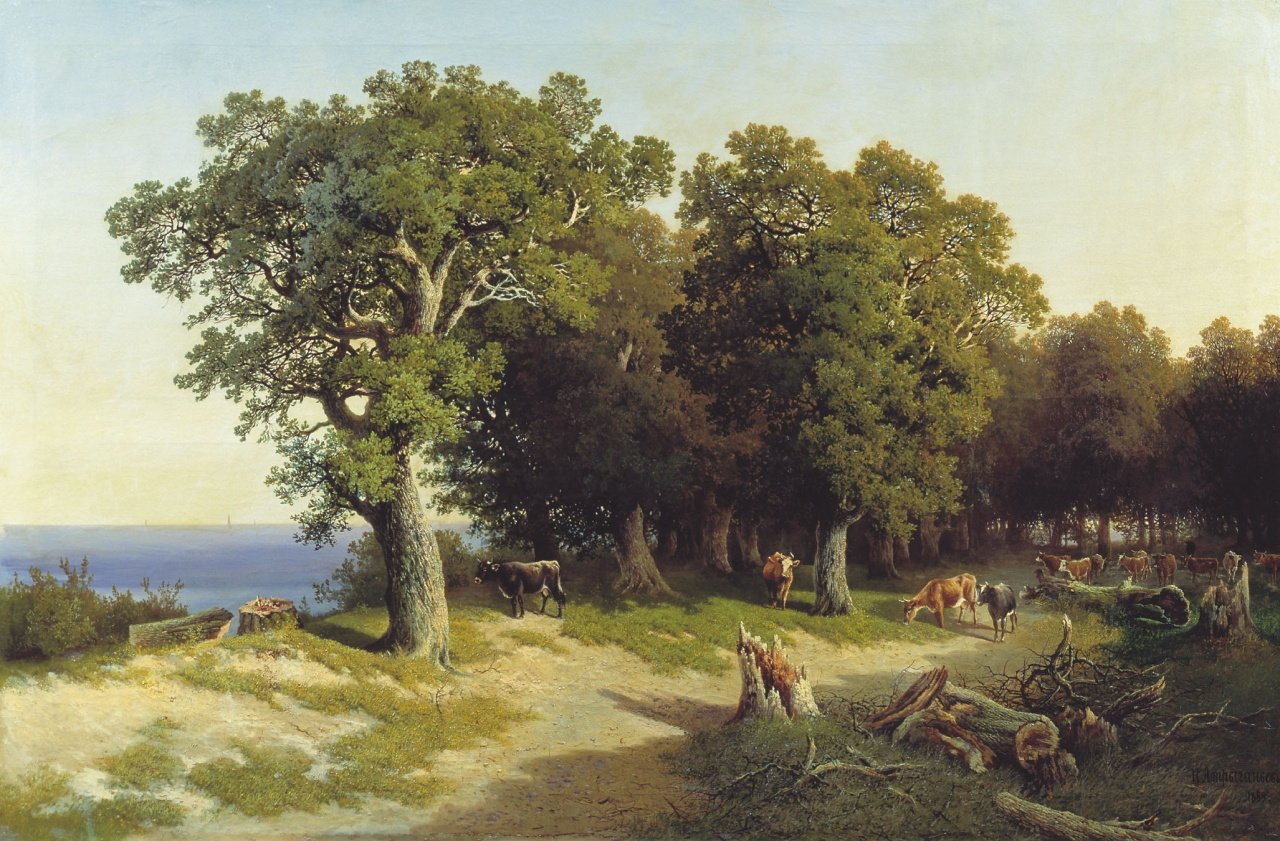
Eichenhain in Sestrorezk (1889)
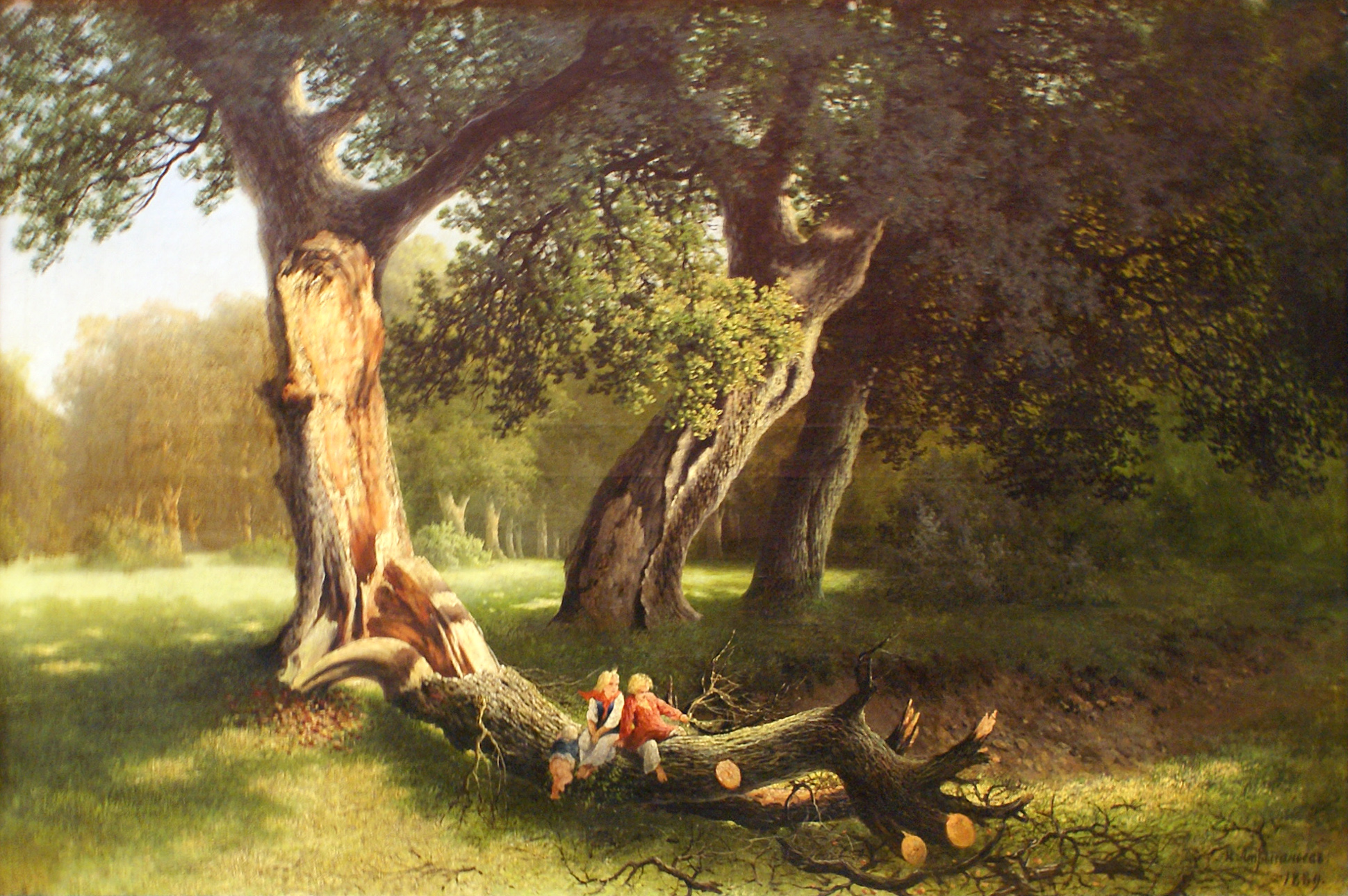
Gespaltene Eiche (1889)
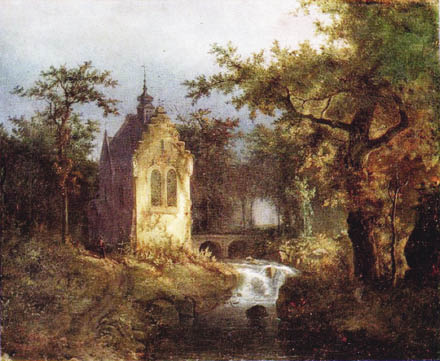
Abend im Gouvernement Minsk (vor 1892)